# Écauville
Ecauville – miejscowość i gmina we Francji, w regionie Normandia, w departamencie Eure.
Według danych na rok 1990 gminę zamieszkiwały 74 osoby, a gęstość zaludnienia wynosiła 22 osoby/km² (wśród 1421 gmin Górnej Normandii Ecauville plasuje się na 818 miejscu pod względem liczby ludności, natomiast pod względem powierzchni na miejscu 815).